# Finnsbo
Finnsbo är en bebyggelse vid norra stranden av Gullmarn i Lysekils kommun. Från 2020 avgränsar SCB här en småort.